# خرید توئیتر توسط ایلان ماسک

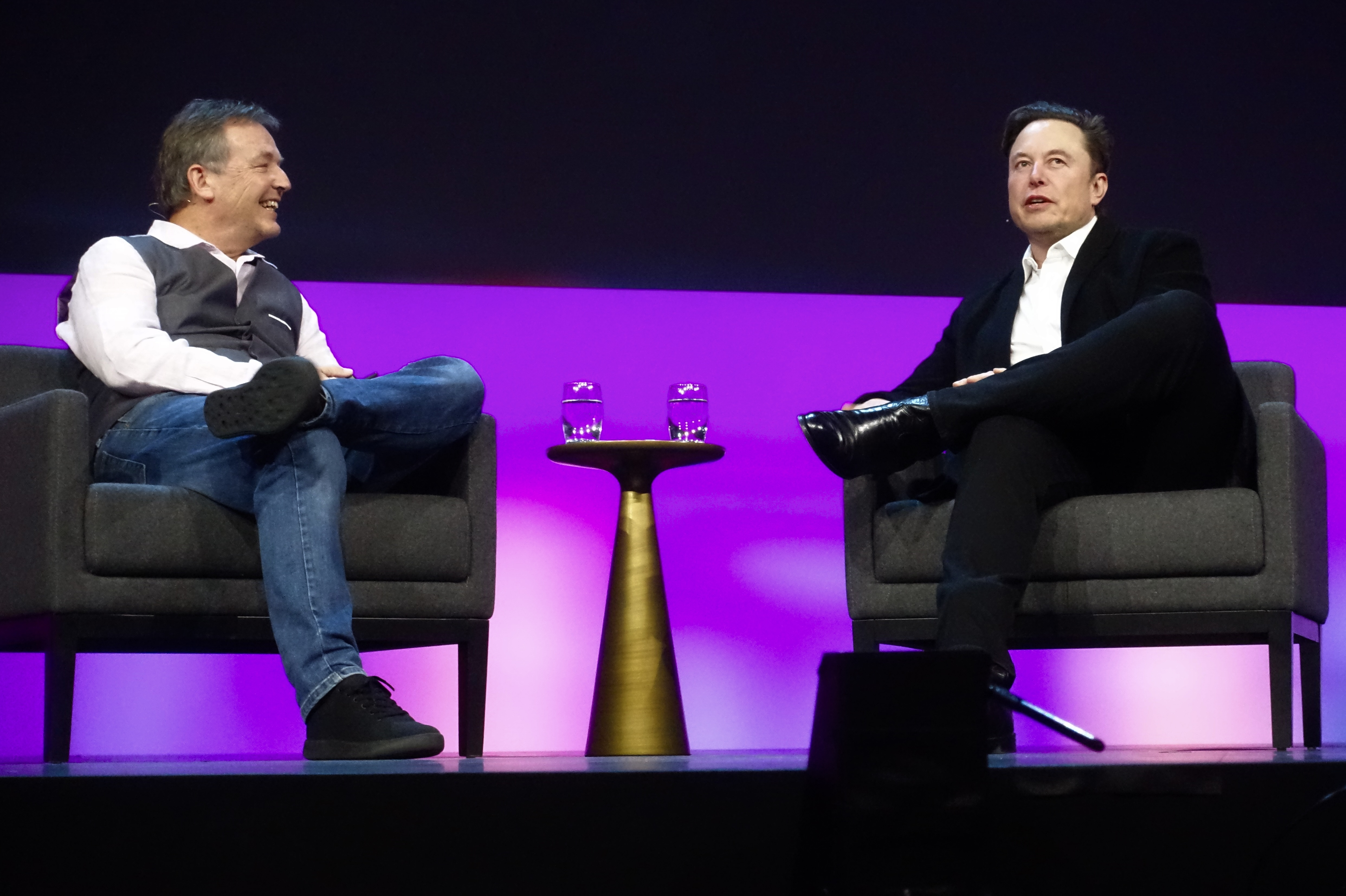
ایلان ماسک

در ۱۴ آوریل ۲۰۲۲، ایلان ماسک، کارآفرین زادهٔ آفریقای جنوبی، پیشنهاد خرید شرکت رسانه اجتماعی آمریکایی توئیتر را داد. او پیش‌تر ۹٫۱ درصد از سهام این شرکت را به قیمت ۲٫۶۴ میلیارد دلار خریداری کرده بود. پس از آن، توئیتر به ماسک پیشنهاد داد که به هیئت مدیره آن‌ها بپیوندد و ماسک نیز این پیشنهاد را پذیرفت. توئیتر در پاسخ به پیشنهاد ماسک، استراتژی «قرص سمی» را در پیش گرفت که به سهامداران اجازه می‌دهد در صورت وقوع خرید و اکتساب کامل، سهام بیشتری خریداری کنند. در ۲۵ آوریل ۲۰۲۲، هیئت مدیره توئیتر به اتفاق آرا پیشنهاد خرید ۴۴ میلیارد دلاری ماسک را پذیرفت و قرار شد که این شرکت خصوصی شود. تا تاریخ آوریل ۲۰۲۲، این خرید در انتظار تأیید ناظران و سهامداران است.

## پیش‌زمینه

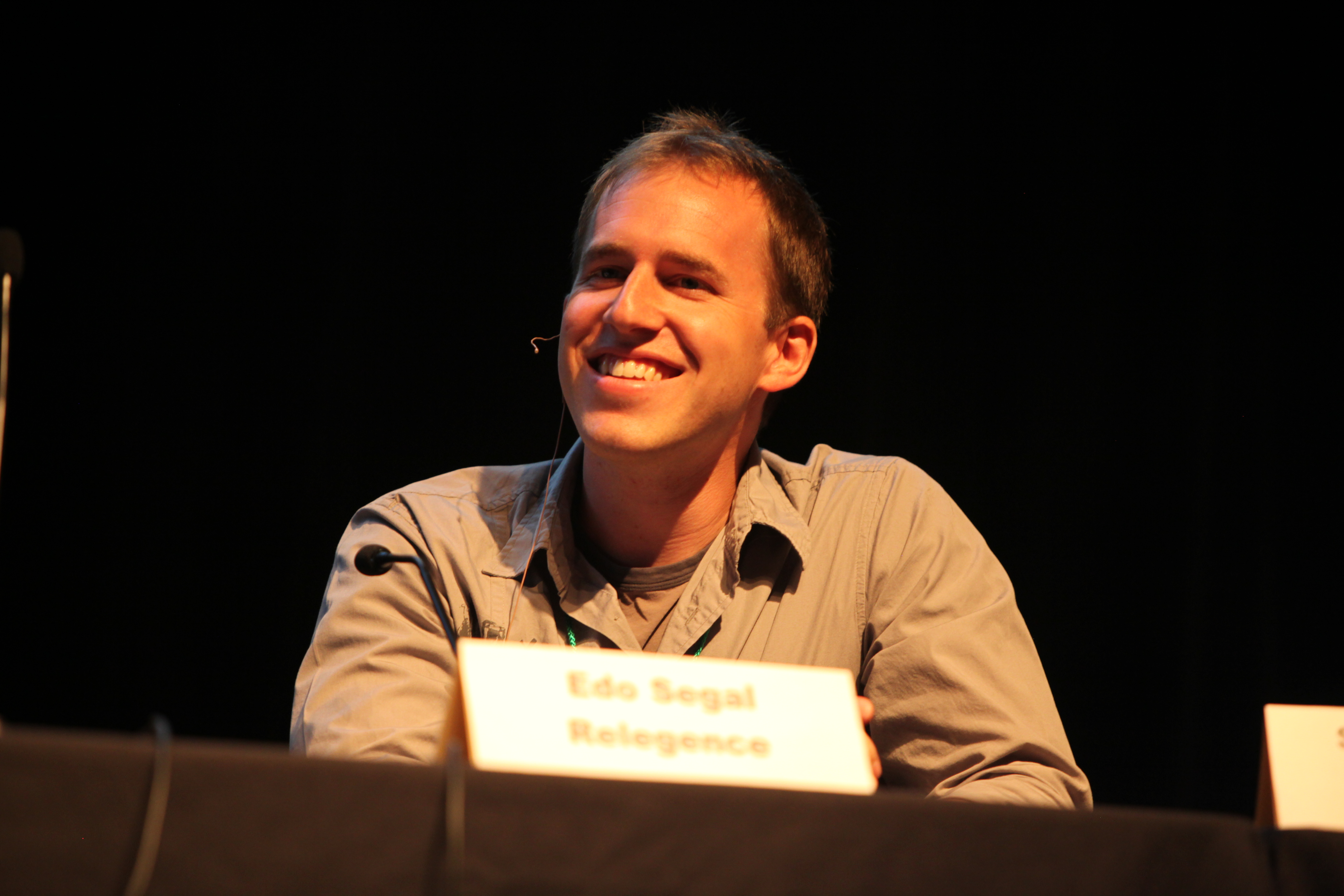
مرتبط

ایلان ماسک نخستین توییت خود را در ژوئن ۲۰۱۰ در حساب شخصی توییتر خود نوشت، و در زمان خرید بیش از ۸۰ میلیون دنبال کننده داشت. در دسامبر ۲۰۱۷، در پاسخ به توئیتی مبنی بر پیشنهاد ماسک برای خرید توییتر، او پاسخ داد: «پولش چقدر است؟»
در ۲۰ مارس ۲۰۲۲، حساب توییتر تارنمای طنز محافظه کار بابیلون بی به دلیل اینکه راشل لوین، دستیار وزیر بهداشت ایالات متحده، که یک زن تراجنسیتی است، را به عنوان شخصیت «مرد سال» نام برد به حالت تعلیق درآمد. بابیلون بی برای دسترسی مجدد به حساب کاربری از حذف این توییت خودداری کرد و توییتر نیز درخواست تجدید نظر آنها را رد کرد. به گفته ست دیلون، مدیر عامل بابیلون بی، ماسک مدت کوتاهی پس از تعلیق با تحریره تارنما تماس گرفت تا مطمئن شود که آیا آنها تعلیق شده‌اند یا خیر. به گفته دیلون، ماسک فکر می‌کرد که «ممکن است نیاز به خرید توییتر باشد». در ۲۴ مارس ۲۰۲۲، ماسک شروع به توییت کردن بیانیه‌هایی در انتقاد از توییتر کرد، و از دنبال‌کنندگانش پرسید که آیا توییتر به این اصل پایبند است که «آزادی بیان برای یک دموکراسی کارآمد ضروری است».

## واکنش‌ها
پس از معرفی ماسک به هیئت مدیره توییتر در ۵ آوریل، آگراوال نوشت که او باور دارد که انتصاب ماسک ارزش بلندمدتی برای شرکت به ارمغان خواهد آورد. دورسی نیز نوشت که ماسک «به شدت به جهان ما و نقش توییتر در آن اهمیت می‌دهد». در ۱۱ آوریل، آگراوال اظهار داشت که بر این باور است که خروج ماسک از هیئت مدیره «بهترین کار» بوده‌است، و استنباط کرد که «توئیتر همچنان نسبت به دیدگاه‌های موضعی باز خواهد داشت». روز بعد، سهامداران توییتر از ماسک به اتهام دستکاری در قیمت سهام شرکت و نقض قوانین SEC شکایت کردند.
در ۱۴ آوریل، کارمندان توییتر نسبت به دیدگاه ماسک در مورد آزادی بیان ابراز نگرانی کردند، که توسط دیگر شرکت‌های فناوری نیز تکرار شد. بسیاری از مفسران و سیاستمداران محافظه کار برای تغییرات پیشنهادی ماسک در توییتر ابراز اشتیاق کردند، در حالی که جیم کرامر از سی‌ان‌بی‌سی باور داشت که هیئت مدیره توییتر «هیچ راه دیگری» جز رد پیشنهاد ماسک به دلیل مسئولیت شخصی بالقوه اعضای هیئت مدیره ندارد. در ۱۹ آوریل، اتحادیه ملی شهری از توییتر خواست تا پیشنهاد اکتساب ماسک را رد کند و در مورد پیامدهای بالقوه منفی بر حقوق مدنی کاربران هشدار داد. در ۲۲ آوریل، جمهوری خواهان مجلس نمایندگان آمریکا از هیئت مدیره توییتر خواستند تمام سوابق مربوط به پیشنهاد اکتساب ماسک را حفظ کند، که زمینه را برای تحقیقات احتمالی کنگره پس از انتخابات میان دوره ای ۲۰۲۲ فراهم می‌کند. بر اساس نظرسنجی انجام شده توسط مرکز مطالعات سیاسی آمریکا (CAPS) دانشگاه هاروارد و نظرسنجی هریس، ۵۷ درصد از رای‌دهندگان آمریکایی هوادار اکتساب توئیتر توسط ماسک هستند. جیمی پاترونیس، مدیر امور مالی ایالت فلوریدا، پیشنهاد ماسک را ستود و از استراتژی «قرص سمی» توئیتر انتقاد کرد.
در ۲۵ آوریل، پس از گزارش‌هایی مبنی بر اینکه توییتر آماده پذیرش پیشنهاد ماسک است، سهام توییتر ۵ درصد افزایش یافت. الکس ورپین از هالیوود ریپورتر هشدار داد که «عواقب قابل توجهی از این معامله در همه جا احساس خواهد شد» و پیش‌بینی کرد که هرج و مرج به وجود خواهد آمد. آگراوال خرید را تحسین کرد و گفت که به کار توییتر «عمیقاً افتخار می‌کند» و به کارمندان اطمینان داد که هیچ برنامه تعدیل نیرویی برنامه‌ریزی نشده‌است.
قانونگذاران جمهوری‌خواه در کنگره آمریکا مانند جیم جردن، ایوت هرل، مارشا بلکبرن و تد کروز این توافق را ستایش کردند و آن را بازسازی آزادی بیان نامیدند. برعکس، قانونگذاران دموکرات مانند پرامیلا جایپال، خسوس گارسیا، ماری نیومن و مارک پوکان از ماسک و اکتساب پولی انتقاد کردند. دونالد ترامپ، رئیس‌جمهور پیشین، موافقت خود را با این اکتساب اعلام کرد، هرچند گفت که او دوباره به این تارنما نخواهد آمد. هنریک فیسکر، طراح خودروهای الکتریکی و رقیب ماسک، اندکی پس از اعلام خرید، توییتر را ترک کرد. گرگ بنسینگر از نیویورک تایمز نوشت: «دلایل آقای ماسک برای کنترل توییتر، آزادی بیان نیست، بلکه کنترل یک پیام‌رسان بزرگ است».